# Мавлиев, Ратмир Рафилович
Ратмир Рафилович Мавлиев (род. 14 августа 1989, Нефтекамск, Башкирская АССР, РСФСР, СССР) — российский предприниматель, чиновник, глава администрации городского округа город Уфа Республики Башкортостан с февраля 2022 года, с марта 2019 года по февраль 2022 года — глава администрации города Нефтекамск, секретарь местного отделения Партии Единая Россия. Сын влиятельного местного предпринимателя Рафила Мавлиева.
Подозревается Офисом Генерального прокурора Украины в финансировании и поддержки российской армии воюющей в Украине.

## Биография
Ратмир Мавлиев родился 14 августа 1989 года в городе Нефтекамске. Отец Мавлиева Рафил Мавлиев был начальником милиции города Агидель и помощником главы МВД Башкортостана Рафаила Диваева, в 1995 году ушёл из милиции и создал компанию «Автомобильный рынок», которая занималась торговлей автомобилями и запасными частями. В 2000-х годах отец Ратмира Мавлиева стал владельцем группы компаний «Абсолют», в которую входят пять торговых центров Нефтекамска —  «Солнечный», «Великан», «Дуслык», «Олимп», и «Урал», местные телеканалы, центральный городской парк «Гулливер», охотничьи угодья в Краснокамском и Дюртюлинском районах Башкирии (несколько тысяч гектаров).

### Образование
В 2011 году окончил Башкирский государственный университет по специальности «Юриспруденция». В этом же году прошёл переподготовку в Московской международной высшей школе бизнеса.
В 2014 году стал выпускником Финансового университета при Правительстве Российской Федерации. 

### Бизнес
Мавлиев стал бизнесменом в 19 лет, в 2008 году он стал председателем сельскохозяйственного производственного кооператива «Мир» в Бураевском районе республики Башкортостан. По данным «СПАРК-Интерфакс» Мавлиев является учредителем и руководителем порядка двадцати компаний в сфере недвижимости, производства пластмассы, рекламы, охранной деятельности, сельского хозяйства. Более половины фирм Мавлиева связаны с торговлей автотранспортом.

### Политическая и общественная деятельность
С 2013 года — член молодёжного объединения «Выбирай!». Возглавлял местную федерацию спортивной борьбы. Входил в Молодёжную общественную палату при Госсобрании — Курултае Башкирии.
С декабря 2015 года по апрель 2016 года — заместитель руководителя по инфраструктурному развитию.
и. о. руководителя Исполнительного комитета Ютазинского муниципального района Республики Татарстан.
С апреля 2016 года по март 2019 года был Советником Главы Альметьевского муниципального района по инвестиционному развитию.
С марта 2019 года — глава администрации городского округа город Нефтекамск Республики Башкортостан.
14 февраля 2022 года назначен и.о. главы администрации городского округа город Уфа Республики Башкортостан.
16 марта 2022 года Ратмир Мавлиев был утверждён в должности Главы администрации городского округа город Уфа Республики Башкортостан.

### Подозрения со стороны Офиса Генерального прокурора Украины
В июле 2024 года Офис Генерального прокурора Украины выдвинула подозрения в адрес Мавлиева Ратмира Рафиловича в финансировании российской армии для войны в Украине. Ему было инкриминировано финансирование действий, совершённых с целью изменения государственных границ Украины в нарушении порядка, установленного Конституцией Украины, по предварительному сговору группой лиц. Согласно данным следствия, он способствовал материальному и финансовому обеспечению потребностей российской армии. При использовании своего политического влияния и административных ресурсов, отдавал распоряжения для приобретения военной техники, оборудования, амуниции, средств индивидуальной защиты, и.т.д. Досудебное расследование в отношении Мавлиева Ратмира Рафиловича осуществляется Службой безопасности Украины. Соответствующие подозрения были выдвинуты также главе Республики Башкортостан Радию Хабирову.

## Награды
- Медаль ордена «За заслуги перед Отечеством» II степени (19 сентября 2024) — за достигнутые трудовые успехи и многолетнюю добросовестную работу[9].
- Орден Салавата Юлаева (29 августа 2024)[10].